# Aynor
Aynor és una població dels Estats Units a l'estat de Carolina del Sud. Segons el cens del 2008 tenia 640 habitants.

## Demografia
Segons el cens del 2000, Aynor tenia 587 habitants, 228 habitatges i 158 famílies. La densitat de població era de 206 habitants/km².
Dels 228 habitatges en un 30,3% hi vivien nens de menys de 18 anys, en un 50% hi vivien parelles casades, en un 14,9% dones solteres, i en un 30,7% no eren unitats familiars. En el 28,5% dels habitatges hi vivien persones soles el 14,5% de les quals corresponia a persones de 65 anys o més que vivien soles. El nombre mitjà de persones vivint en cada habitatge era de 2,57 i el nombre mitjà de persones que vivien en cada família era de 3,12.
Per edats la població es repartia de la següent manera: un 26,7% tenia menys de 18 anys, un 8,9% entre 18 i 24, un 28,8% entre 25 i 44, un 20,3% de 45 a 60 i un 15,3% 65 anys o més.
L'edat mediana era de 36 anys. Per cada 100 dones de 18 o més anys hi havia 77,7 homes.
La renda mediana per habitatge era de 29.583$ i la renda mediana per família de 35.417$. Els homes tenien una renda mediana de 30.781$ mentre que les dones 22.500$. La renda per capita de la població era de 16.076$. Entorn del 13,1% de les famílies i el 19,6% de la població estaven per davall del llindar de pobresa.

## Poblacions més properes
El següent diagrama mostra les poblacions més properes.